# プリンセス・タウン地域自治体
プリンセス・タウン地域自治体(英語：Princes Town Regional Corporation)は、トリニダード・トバゴ南部の地域自治体。
2011年の人口は10万2375人。
中心都市はプリンセス・タウン。

## 人口
- 2000年5月15日：9万1947人
- 2011年1月9日：10万2375人

## 隣接行政区画
- 北：クーバ＝タバキテ＝タルパロ地域自治体
- 東：マヤロ＝リオ・クラロ地域自治体
- 南：コロンブス海峡（英語版）
- 西：ペナル＝デベ地域自治体
- 北西：サン・フェルナンド市

## 行政区画
- プリンセス・タウン（英語版）：中心都市
- モルーガ（英語版）